# Бориня (гміна)
Ґміна Бориня — колишня (1934–1939 рр.) сільська ґміна Турківського повіту Львівського воєводства Польської республіки. Центром ґміни було село Бориня.
Ґміну Бориня було утворено 1 серпня 1934 р. у межах адміністративної реформи в ІІ Речі Посполитій із дотогочасних сільських ґмін: Бориня, Бутелка Ніжна, Висоцко Вижне, Туречке Ніжне, Яблунув.
Гміна ліквідована в 1940 р. у зв’язку з утворенням Боринського району.